# 旋叶香青
旋叶香青（学名：Anaphalis contorta）为菊科香青属的植物。分布于锡金、克什米尔、印度以及中国大陆的西南部和西藏等地，生长于海拔500米至4,600米的地区，一般生长在山坡灌丛、山顶草丛、灌丛中、路边、干旱地、干旱草甸、山坡和湿润山坡草地。

## 异名
- Anaphalis contorta (D. Don) Hook. f. var. pellucida (Franch.) Ling